# Dagmar Freitag

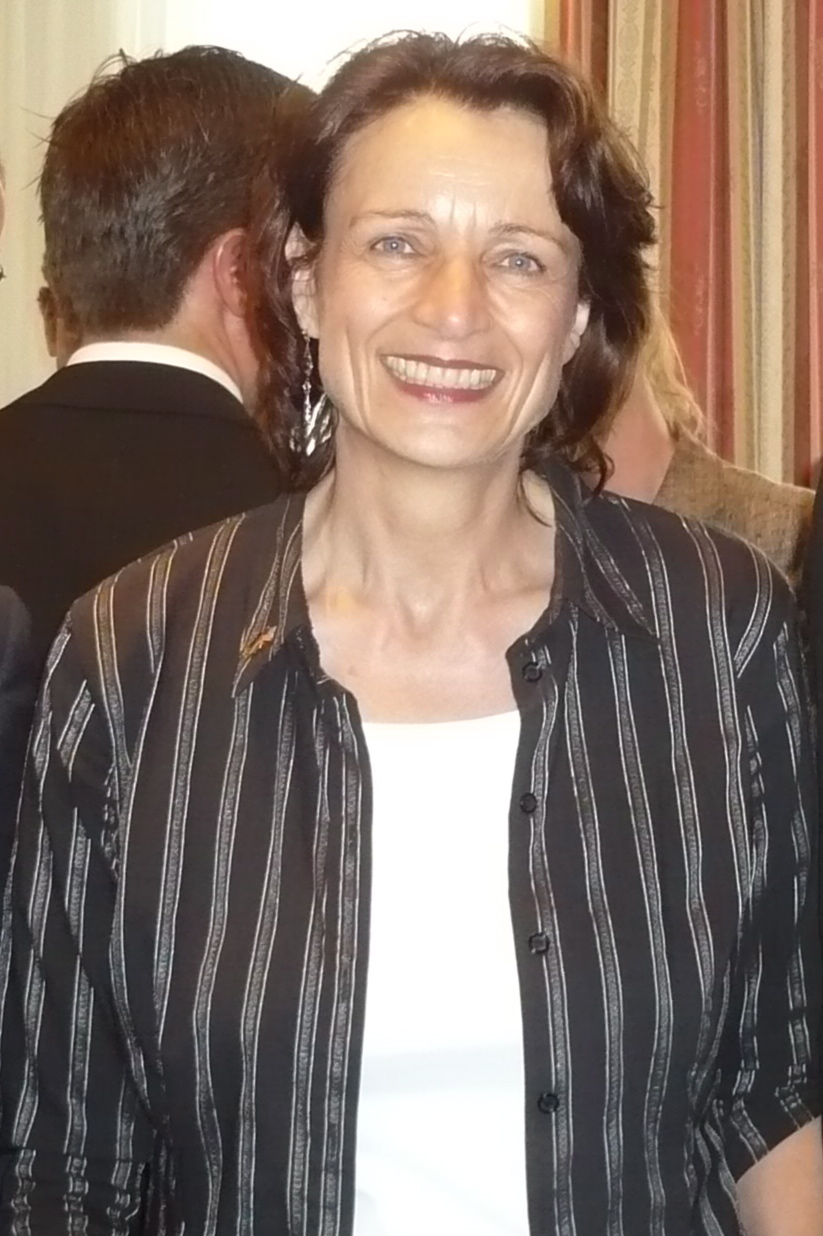
Dagmar Freitag, 2008

Dagmar Freitag (* 3. März 1953 in Letmathe, heute Stadt Iserlohn) ist eine deutsche Politikerin (SPD) und Lehrerin. Von 1998 bis 2009 war sie Sprecherin der Arbeitsgruppe Sport der SPD-Bundestagsfraktion und von 2009 bis 2021 Vorsitzende des Sportausschusses und Mitglied des Auswärtigen Ausschusses im Deutschen Bundestag.

## Leben und Beruf
Nach dem Abitur am Gymnasium Hohenlimburg im Jahr 1972 absolvierte Dagmar Freitag ein Studium der Anglistik und der Sportwissenschaft an der Ruhr-Universität Bochum, welches sie im Jahr 1977 mit dem ersten Staatsexamen für das Lehramt an Realschulen beendete. Nach Ableistung des Referendariats bestand sie 1980 das zweite Staatsexamen und war danach als Lehrerin an der Wilhelm-Busch-Realschule in Schwerte tätig. Im Jahr 1992 wechselte sie an die Städtische Gesamtschule Schwerte.

## Politik
Sie ist seit 1975 Mitglied der SPD und war von 1987 bis 1989 stellvertretende Vorsitzende des SPD-Stadtverbandes Iserlohn.
In den Jahren 1989 bis 1999 gehörte sie dem Rat der Stadt Iserlohn an und war in dieser Zeit Vorsitzende des Sportausschusses.

### Abgeordnete
Zwischen 1994 und 2021 war Dagmar Freitag Mitglied des Deutschen Bundestages. Sie war dort außerdem Mitglied im konservativen Seeheimer Kreis der SPD.
Dagmar Freitag ist bei der Bundestagswahl 1994 über die Landesliste Nordrhein-Westfalen und danach stets als direkt gewählte Abgeordnete des Wahlkreises Märkischer Kreis I bzw. seit 2002 des Wahlkreises Märkischer Kreis II (Neuzuschnitt der Wahlkreise) in den Bundestag eingezogen.
Bei der Bundestagswahl 2013 erreichte Dagmar Freitag 41,7 % der Erststimmen des Wahlkreises und gewann das Direktmandat mit 54 Stimmen Vorsprung gegenüber der Mitbewerberin der CDU, die über einen Listenplatz in den Bundestag einzog.
Bei der Wahl zum 19. Deutschen Bundestag im September 2017 erreichte Dagmar Freitag 38,6 % der Erststimmen und damit zum fünften Mal das Direktmandat in ihrem Wahlkreis.
Von November 1998 bis November 2009 fungierte sie als Sprecherin der Arbeitsgruppe Sportpolitik der SPD-Bundestagsfraktion. Im Januar 2018 wurde sie, wie auch bereits in den Jahren 2009 und 2013, zur Vorsitzenden des Sportausschusses im Bundestag gewählt.
Neben der Sportpolitik legt Freitag einen weiteren Schwerpunkt auf die Außenpolitik. Seit 2009 ist sie ordentliches Mitglied des Auswärtigen Ausschusses und Mitglied der parlamentarischen Versammlung der NATO; seit 2013 stellv. Außenpolitische Sprecherin der SPD-Bundestagsfraktion. Ebenfalls seit 2013 ist sie Mitglied der deutschen Delegation der Interparlamentarischen Union (IPU). Zudem ist Freitag als stellvertretendes Mitglied im Unterausschuss auswärtige Kultur- und Bildungspolitik vertreten.
Zur Bundestagswahl 2021 kandidierte Freitag nicht erneut.

### Parlamentarisches Patenschaftsprogramm (PPP)
Seit 1998 ist Dagmar Freitag Berichterstatterin der SPD für das internationale Austauschprogramm Parlamentarisches Patenschafts-Programm/Congress Bundestag Youth Exchange (PPP/CBYX). Im Rahmen des Parlamentarischen Patenschaftsprogrammes des Bundestages in Kooperation mit dem US-Congress wird pro Wahlkreis ein Stipendium für ein Austauschjahr in den USA an Schüler oder junge Berufstätige aus dem Wahlkreis vergeben. In einem aufwändigen Auswahlprozess mit persönlichen Auswahlgesprächen werden die Kandidaten von den teilnehmenden Abgeordneten ausgewählt.

## Gesellschaftliche Ämter
Von 2001 bis November 2017 war Dagmar Freitag Vizepräsidentin des Deutschen Leichtathletik-Verbandes.
Vom 15. Januar 2013 bis zum 28. November 2017 gehörte Freitag dem achtköpfigen Hochschulrat der Deutschen Sporthochschule (DSHS) an.
Dagmar Freitag ist als Vertreterin des Deutschen Bundestages Mitglied des Rundfunkrates der Deutschen Welle; seit 2014 als dessen stellvertretende Vorsitzende.
Seit 2009 ist Freitag Mitglied des Aufsichtsrates der Nationalen Anti-Doping Agentur (NADA) in Bonn.